# Trittame loki
Trittame loki is een spinnensoort uit de familie Barychelidae. De soort komt voor in Queensland.